# 扎波里日亞 (錫內利尼科韋區)
扎波里日亚（羅馬化：Zaporizhzhia）是烏克蘭中部第聶伯羅彼得羅夫斯克州米科拉伊夫卡市鎮的村莊。距離瓦西利基夫斯凱和錫多連科1公里，海拔高度118米，2001年人口123。